# Federazione di baseball dell'Armenia
La Federazione armena di baseball (hye. Hayastani beysbol federac'ia) è un'organizzazione fondata per governare la pratica del baseball e del softball in Armenia.
Organizza il campionato maschile e di softball femminile, e pone sotto la propria egida la nazionale maschile e di softball femminile.